# Ormyrus capsalis
Ormyrus capsalis är en stekelart som beskrevs av Askew 1994. Ormyrus capsalis ingår i släktet Ormyrus och familjen kägelglanssteklar.
Artens utbredningsområde är:
- Frankrike.
- Spanien.

Inga underarter finns listade i Catalogue of Life.